# Shades Apart
Shades Apart es una banda de rock alternativo estadounidense, mayormente conocidos por el sencillo "Valentine" que fue un éxito en las radios estadounidenses.

## Historia
La banda se formó en 1988 y publicaron un álbum ese mismo año; más tarde publicarían dos EP en 1992 y '93. El larga duración lanzado en 1995, Save It, producido por Bill Stevenson y Stephen Egerton, consiguió éxito en los medios debido al cover "Tainted Love" de Soft Cell. Después de otro lanzamiento independiente en 1997, la banda firmó con Universal, y lanzaron Eyewitness en 1999 y Sonic Boom en 2001. En 1999, el sencillo "Valentine" llegó al número 31 del chart de Billboard. Además la canción "Stranger By The Day" formó parte del soundtrack de la película American Pie.. Desde entonces, la banda ha estado separada, se reunieron en 2006 para un show en Bound Brook, New Jersey.

## Miembros
- Mark Vecchiarelli - voz y guitarra
- Kevin Lynch - bajo y voces
- Ed Brown - batería

## Discografía
- Shades Apart (Wishingwell Records, 1988)
- Dude Danger EP (Sunspot Records, 1992)
- Neon (Skene! Records, 1993)
- Save It (Revelation, 1995)
- Seeing Things (Revelation, 1997)
- Eyewitness (Universal, 1999)
- Sonic Boom (Universal, 2001)